# Юрі Мамуте
Юрі Мамуте (порт. Yuri Mamute, нар. 7 травня 1995, Порту-Алегрі) — бразильський футболіст, нападник японського клубу «Сагаміхара».

## Клубна кар'єра
Народився 7 травня 1995 року в місті Порту-Алегрі. Вихованець футбольної школи клубу «Греміо». 8 жовтня 2011 року він дебютував за «Греміо» в грі з «Корітібою» (0:2) і цей матч так і залишився єдиним того сезону. У 2012 році головний тренер клубу, Вандерлей Лушембурго, кілька разів випускав форварда в основному складі, але гравець мав проблеми з вагою і не зміг скласти конкуренцію іншим нападаючим «Греміо». В результаті він, в основному, грав у молодіжному складі. У наступному сезоні він грав частіше, але все також нерегулярно.
У 2014 році «Греміо» продовжив контракт з Мамуте до 2019 року, після чого віддав його в оренду в «Ботафогу» до 30 червня 2015 року. Там у 19 іграх форвард забив 1 гол у 19 іграх, вразивши ворота «Сеари». В кінці 2014 року «Ботафогу» через фінансові проблеми був змушений «позбутися» від частини гравців, в число яких потрапив і Мамута. Так форвард повернувся в «Греміо». У стартовій грі чемпіонату Бразилії 2015 форвард забив два голи, вразивши ворота клубу «Понте-Прета».
13 січня 2016 року Мамуте був відданий в оренду грецькому «Панатінаїкосу» на півроку, після чого також на правах оренди виступав за «Наутіко Капібарібе», «Актобе» та «Жувентуде», а у сезоні 2019 року грав за клуб «Агуа Санта» в чемпіонаті штату Сан-Паулу та «Фігейренсе» у бразильській Серії Б.
24 січня 2020 року Юрі Мамуте перейшов у клуб третього японського дивізіону «Сагаміхара» і того ж року допоміг команді прерше у своїй історії вийти до другого дивізіону країни.

## Виступи за збірну
У 2013 році у складі молодіжної збірної Бразилії Талес виграв турнір у Тулоні. Він взяв участь у п'яти матчах і в іграх проти Бельгії (2:1) та Португалії (2:0) забив по голу.
2015 року взяв участь з командою у молодіжному чемпіонаті Південної Америки в Уругваї, на якому зіграв у 7 матчах і забив 1 гол, посівши 4 місце.